# Franska Västindiska kompaniet

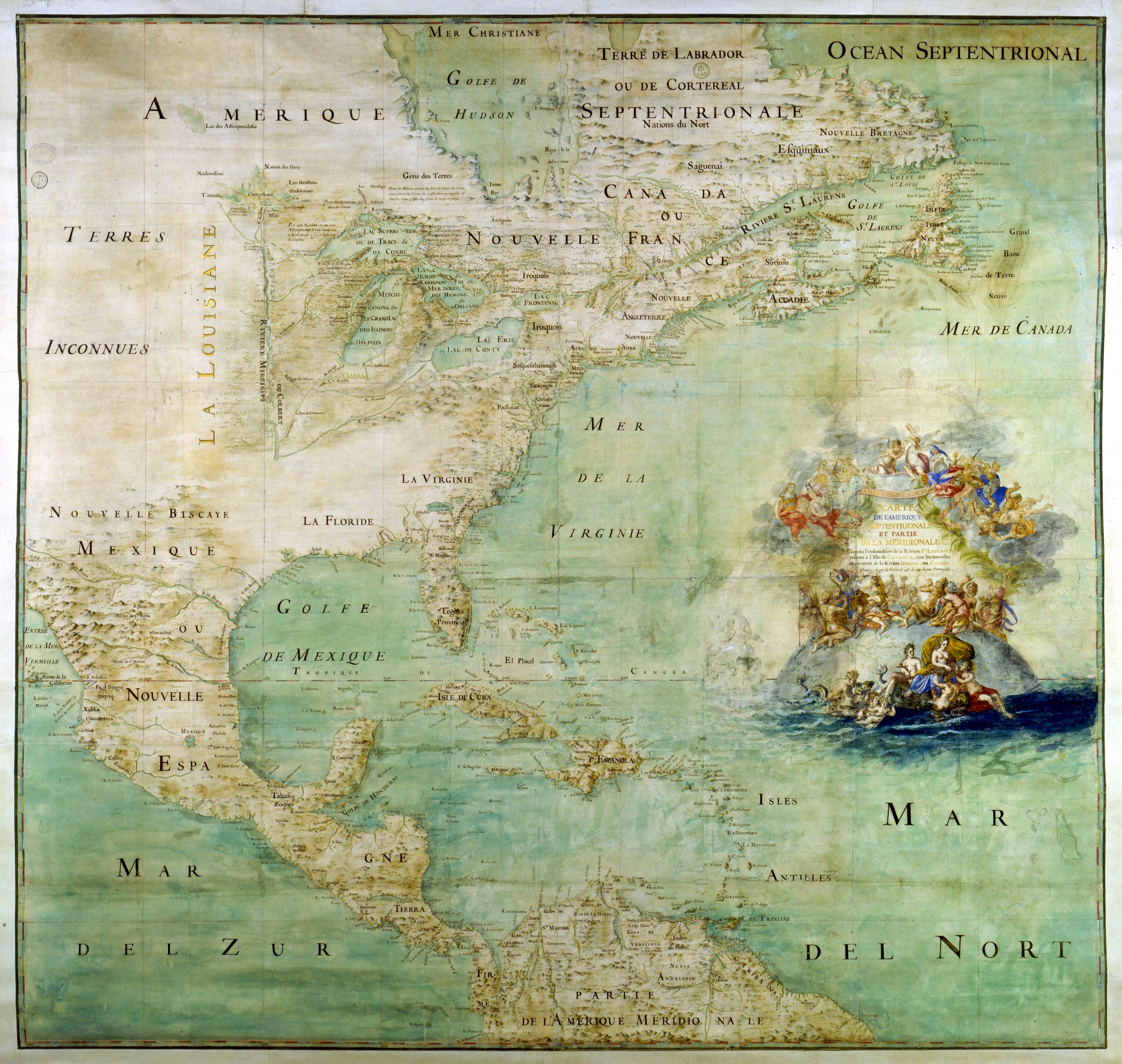
Karta över franska Nordamerika.

Karta över Nya Frankrike.

Franska Västindiska Kompaniet (franska: Compagnie des Indes Occidentales Françaises) var ett franskt handelskompani grundat den 28 maj 1664 som ägde och förvaltade de franska områden Nya Frankrike, Louisiana och Akadien i Nordamerika samt områden i Västindien, främst Hispaniola, Guadeloupe och Martinique, innan dessa 1674 övertogs av Frankrike och då gjordes till officiella kolonier.

## Företaget
Franska Västindiska Kompaniet grundades i maj 1664 i Le Havre av den franske finansministern Jean-Baptiste Colbert på uppdrag av kung Ludvig XIV. Målet var att utveckla handel med de franska områden i Nord- och Sydamerika (främst kring Cayenne) och kompaniet erhöll ett handelsmonopol. Kompaniets förvaltning inkluderade även de franska områdena i Afrika kring Senegal och Guinea.
Kompaniet hade från början en stark ekonomi då den i princip var statlig, och inom 6 månader förfogade kompaniet redan över 45 fartyg. Handeln byggde dock främst på odlingsprodukter som tobak, bomull och framför allt sockerrör från Västindien till Europa.

## Historia
De olika områden bland de Små Antillerna tillhörde tidigare Compagnie de Saint-Christophe som grundats 1625 av Richelieu. Kompaniet genomgick olika omstruktureringar, bland annat som Compagnie de la Nouvelle-France men gick slutligen bankrutt 1649. De flesta områden såldes då och fick privata ägare. Inför etablerandet av det "Franska Västindiska Kompaniet" återköptes områdena av Frankrike.
Det Fransk-nederländska kriget störde handeln avsevärt och tärde hårt på kompaniets ekonomi. Handelsmonopolet skapade även ett stort missnöje bland befolkningen i Små Antillerna som hade en lukrativ smuggelhandel med nederländarna i området.
Finanserna försämrades stadigt och Frankrike återtog förvaltningen över områdena för att slutligen upplösa kompaniet år 1674.
1733 såldes ön Saint Croix till Det Vestindisk-Guineiske kompagni (Danska Västindiska Kompaniet).